# チャールズ・カーネギー (第11代サウスエスク伯爵)

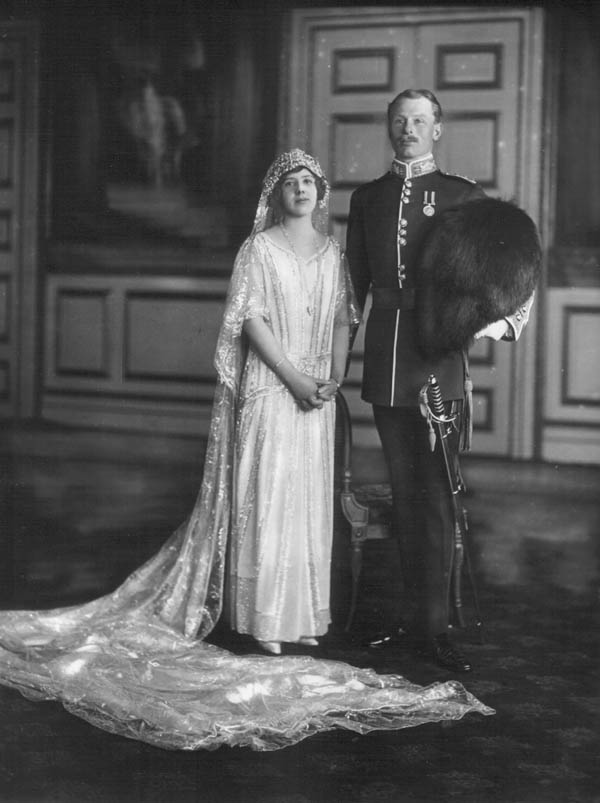
カーネギー卿とモード王女の結婚式での様子、1923年11月12日。

第11代サウスエスク伯爵チャールズ・アレグザンダー・バナマン・カーネギー（英語: Charles Alexander Bannerman Carnegie, 11th Earl of Southesk KCVO、1893年9月23日 – 1992年2月16日）は、スコットランド貴族。妻は初代ファイフ公爵アレグザンダーとエドワード7世の第一王女（プリンセス・ロイヤル）ルイーズの次女モード王女。第3代ファイフ公爵ジェイムズ・カーネギーの父。1905年以前はチャールズ・カーネギー閣下(The Honourable Charles Carnegie)と名乗り、1905年から1942年までカーネギー卿(Lord Carnegie)と名乗った。

## 生涯
第10代サウスエスク伯爵チャールズ・カーネギーとエセル・メアリー・エリザベス・バナマン（Ethel Mary Elizabeth Bannerman、1947年12月10日没、第9代準男爵サー・アレグザンダー・バナマンの娘）の息子として、1893年9月23日に生まれた。
1913年2月5日、王立軍事学校（Royal Military College (RMC)）から少尉としてスコッツガーズに配属された。1914年10月25日、中尉に昇進した。1915年1月2日に一時的階級として大尉（temporary captain）に昇進、同年10月18日に正式に大尉に昇進した。
1917年4月6日に補佐官（Aide-de-camp (A.D.C.)）としての臨時任命を受け（ただし、任命日付は後に1917年5月7日に修正された）、同年6月16日にインド総督付きの補佐官に配属された後、1919年3月28日に臨時任命から辞任、1919年8月14日にスコッツガーズに復帰した。1920年12月7日に再び補佐官としての任命を受けたが、1922年2月2日に補佐官を辞任、同年7月6日にスコッツガーズに復帰した。
1925年4月15日に陸軍から引退、退役軍人名簿には1915年1月2日に任命された大尉として登録された。1926年新年叙勲において、1926年1月1日にロイヤル・ヴィクトリア勲章ナイト・コマンダーを授与された。1944年6月24日、名誉少佐に昇進した。
1930年7月3日、キンカーディンシャー副統監の1人に任命された。1947年10月2日、アンガス副統監の1人に任命された。
1941年11月10日に父が死去すると、サウスエスク伯爵位を継承した。
1992年2月16日に死去、息子ジェームズが爵位を継承した。

## 家族
1923年6月26日に国王ジョージ5世の許可を得たのち、同年11月12日にモード王女（1893年 – 1945年、初代ファイフ公爵アレグザンダー・ダフとルイーズ王女の娘）と結婚、1男をもうけた。
- ジェームズ・ジョージ・アレグザンダー・バナマン（1929年 – 2015年） - 第12代サウスエスク伯爵、第3代ファイフ公爵

1952年5月16日、エヴリン・ジュリア・ウィリアムズ＝フリーマン（Evelyn Julia Campbell、1992年8月30日没、アーサー・ピア・ウィリアムズ＝フリーマンの娘）と再婚した。